# Galatas (Chania)
Galatas (griechisch Γαλατάς (m. sg.)) ist ein Ort der Gemeinde Chania des Regionalbezirks Chania, auf der griechischen Mittelmeerinsel Kreta. Er liegt circa 8 km südwestlich von Chania.

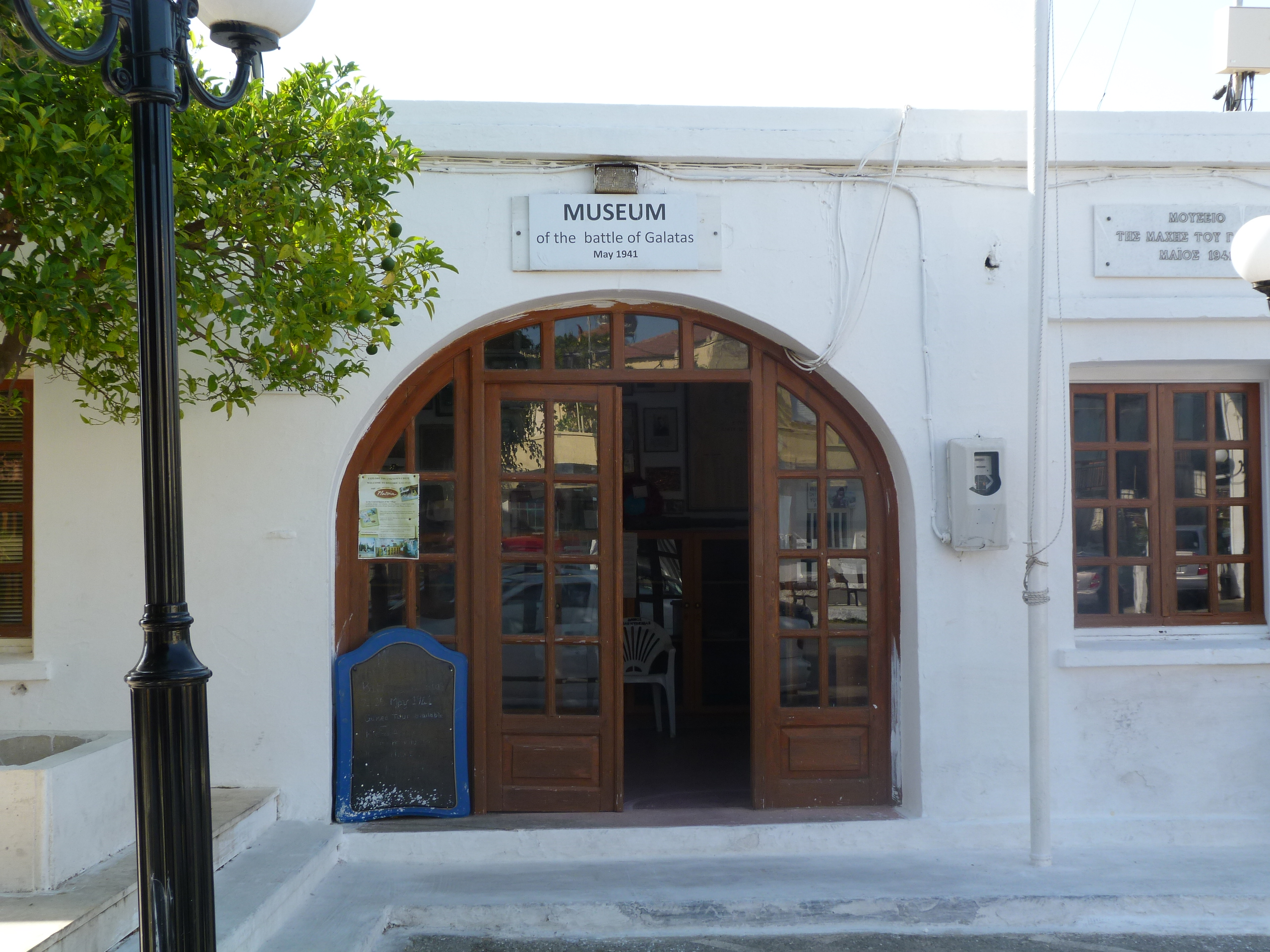
Museum

Während der Luftlandeoperation im Jahr 1941 im Rahmen der Schlacht um Kreta während des Zweiten Weltkrieges war Galatas einer der Orte zentraler militärischer Auseinandersetzungen. Neben der Kirche in der Ortsmitte befindet sich eine Gedenkeinrichtung, in einem eigenen Gebäude ein kleines Museum.
Es ist der Heimatort der Familie von Mikis Theodorakis, der dort im September 2021 bestattet wurde.
In Galatas wurden die Gefängnisareale Agia und Alikiano angesiedelt.